# Tanque CLB 75
El CLB 75 era un prototipo de tanque ligero estadounidense, construido por la C. L. Best Gas Traction Company de San Leandro, California. C. L. Best era un rival de la Holt Manufacturing Company en la producción de vehículos sobre orugas. Entre los productos de Best estaba el tractor CLB 75 hp (56 kW) 'Tracklayer'. El tanque se desarrolló montando un casco blindado sobre un CLB 75 en algún momento entre fines de 1916 y principios de 1917.
El tanque fue fotografiado en el desfile del 4 de julio de 1917 en San Francisco. Solo se utilizaron pocos modelos, uno de los cuales tenía un casco semicilíndrico con torreta y otro era similar pero el casco tenía superficies planas. Los tanques fueron empleados por la Guardia Nacional de California en sus entrenamientos.